# Jeon So-nee

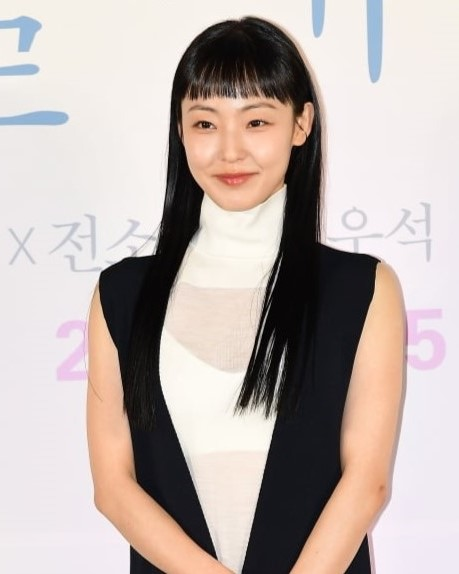
Jeon So-nee

Jeon So-nee (* 20. März 1991) ist eine südkoreanische Schauspielerin.

## Leben
Jeon So-nees Mutter ist die Sängerin Go Jae-suk.
Während ihres Studiums der Rundfunkmedien am Seoul Institute of the Arts besetzte ein Kommilitone von Jeon So-nee sie in der Hauptrolle seines Kurzfilms The Photography (2014). Es folgten Auftritte in Independent- und Kurzfilmen sowie kleinere Rollen in Studioproduktionen wie The Royal Tailor (2014) oder Perfect Proposal (2015). Als ihr Durchbruch gilt der Dramafilm After My Death (2017). 2018 spielte sie eine Nebenrolle in der tvN-Fernsehserie Encounter und 2019 eine Hauptrolle in dem Actionfilm Jo Pil-ho: Der Anbruch der Rache.

## Filmografie

### Filme
- 2017: Yeoja-deul (여자들)
- 2017: Muyeong (무영)
- 2017: After My Death (죄 많은 소녀)
- 2019: Jo Pil-ho: Der Anbruch der Rache (악질경찰)
- 2019: Ghost Walk (밤의 문이 열린다 Bam-ui Mun-i Yeollinda)
- 2023: Soulmate

### Fernsehserien
- 2018: Encounter (남자친구 Namjachingu)
- 2023: Our Blooming Youth (청춘월담 Cheongchun Woldam)